# Robert Stone
Robert Strauss (Alpine, 1 de outubro de 1983) é um lutador profissional e manager americano. Ele trabalha atualmente para a WWE, onde atua como produtor, assistente de tela da gerente geral do NXT, Ava, e comentarista da marca Evolve, sob o nome de Robert Stone. Ele também faz aparições na TNA Wrestling, promoção parceira, onde atua como supervisor do diretor de autoridade, sob o nome de Sheriff Stone. Na TNA, ele já lutou sob o nome de ringue Robbie E, tendo sido campeão mundial de duplas da TNA duas vezes como parte dos The BroMans, ao lado de Jessie Godderz, além de ter conquistado uma vez o Campeonato de Televisão da TNA e o Campeonato da X Division da TNA.
Ele também competiu em promoções independentes do nordeste e meio-atlântico dos dos Estados Unidos sob o nome no ringue de Rob Eckos, incluindo Chaotic Wrestling, e East Coast Wrestling Association, Hardway Wrestling, Jersey All Pro Wrestling, a National Wrestling Alliance, Pro-Pain Pro Wrestling e New York Wrestling Connection de Mikey Whipwreck. Strauss foi um dos muitos lutadores profissionais da vida real a aparecer no filme de 2008 The Wrestler.

## Carreira na luta livre profissional

### Início da vida e carreira
Eckos começou a assistir wrestling profissional com 4 anos e era um fã de The Ultimate Warrior, Sting e Shawn Michaels. Ele viu o seu primeiro evento ao vivo em um show não televisionado em Woodbridge, Nova Jersey encabeçado pelo "Iron" Mike Sharpe e mais tarde tornou-se interessado em tornar-se um lutador profissional. Quando ele fez 16 anos, começou a treinar no campo da IWF de Kevin Knight em Woodland Park, Nova Jersey,  onde praticou exercícios regulares e durante quatro meses até a sua estreia contra Chad Warwick em 1 de outubro de 2000..

### Independent Wrestling Federation
Eckos deu início a sua carreira na Independent Wrestling Federation (IWF), uma promoção local, com base em Woodland Park, Nova Jersey, derrotando Damian Adams no West Orange High School em 21 de janeiro de 2001. Ele também participou de uma battle royal mais tarde naquela noite que incluiu Dr. Hurtz, Marc Verow, BJ Thomas, Damian Adams, Jade Divine, HP Walker, Hadrian, Josh Daniels, Psycho Bitch, Tony Rage e Rapid Fire Maldonado.
Em 11 de fevereiro, ele perdeu para Kevin Knight e Damian Adams em duas lutas separadas em um show da IWF em West Peterson. Ele e Adrian perderam um combate de duplas para Kevin Knight e Damian Adams em 4 de março e enfrentouKasey Coresh, Damian Adams e Tony Balboa em lutas individuais nas próximas semanas. Em 20 de maio, ele derrotou Adrian por desqualificação e, em 3 de junho, ele bateu Tony Balboa no West Orange Community Center. Ele também participou de uma battle Royal que incluía Dr. Hurtz, Damian Adams, Josh Daniels, Rapid Fire Maldonado, Tony Balboa, BPA Barry, Ryan Lockhart, Kasey Coresh, St. Patrick, Mr. Mike e Biggie Bigg. Eckos perdeu para Adrian no Brookwood Lounge Outdoor Car Show em Jackson, Nova Jersey vários dias depois.
Em 7 de julho de 2001, Eckos marcou mais uma vitória por desqualificação sobre Roman em Edison, Nova Jersey. Na noite seguinte, porém, ele perdeu para Roman em uma luta pelo IWF Heavyweight Championship. Em 26 de julho, ele bateu Kasey Coresh e Ryan Lockhart em uma luta 3-Way e enfrentou tanto em lutas individuais durante as próximas semanas. Em 15 de setembro, ele e Josh Daniels perdeuram para Damian Adams & Adrian. Ele também perdeu para Josh Daniels na noite seguinte.
Ele perdeu para Roman em uma revanche pelo IWF Heavyweight Championship em 28 de outubro de 2001, ele também entrou em uma Royal Rumble cujos participantes incluíam Roman, Shane O'Brien, Sir Michael, Ryan Lockhart, Biggie Biggs, Rapid Fire Maldonado, BPA Barry, Psycho B*tch, John Royal, Mr. Mike Winner, Hadrian, Josh Daniels, Damian Adams e Kevin Knight. Perdeu para Roman em uma luta 3-Way com Kevin Knight em 24 de novembro, ele derrotou Erik Andretti na noite seguinte. Em 29 de dezembro de 2001, e Eckos e Dylan Black perderam para Roman & Adrian em uma luta de duplas. O show foi transmitido no News 12 New Jersey.
Ele também entrou no IWF "Tournament of Champions" e derrotou Shane O'Brien nas rodadas iniciais, mas foi eliminado por Josh Daniels nas quartas de final em 30 de dezembro de 2001.
Em janeiro de 2002, Eckos foi um dos vários lutadores independentes a estrelar um comercial para o Royal Rumble de 2002.

### Circuito independente (2001-2015)
Em 29 de junho de 2002, Eckos fez sua estréia na 3PW no A War Renewed perdendo para Josh Daniels na Arena ECW, na Filadélfia, Pensilvânia. Em 9 de setembro, ele também derrotou Ryan Wing pelo SSCW Lightweight Championship em Paramus, Nova Jersey.
Ele faria mais três aparições na 3PW mais tarde naquele ano derrotando White Lotus no A Night for the Flyboy em 19 de outubro de 2002, e de enfrentando Joey Matthews e Josh Prohibition em uma 3-Way Dance no Return of the Dream em 23 de novembro. Ele sofreu o pinfall por Matthews depois de uma luta de 12 minutos. No Year End Mayhem, ele derrotou Damian Adams em uma luta individual e, mais tarde, em um combate de duplas com Matt Striker contra DDamian Adams e Josh Prohibition em 28 de dezembro de 2002.. Na noite seguinte, ele ganhou o JCW Junior Heavyweight Championship de Jay Lethal em Union City, Nova Jersey.
Em 15 de março de 2003, ele perdeu para Billy Reil em uma luta four corner ladder match com Rida e Abunai em Passaic, Nova Jersey, pelo ICW Super Juniors Championship. Após sofrer uma lesão grave no mesmo mês, ele foi forçado a desocupar o JCW Junior Heavyweight Championship em Garfield, Nova Jersey, em 23 de março. Ele perdeu o SSCW Heavyweight Championship para Dave Webb em uma 3-Way Dance com Johnny Ova cinco dias depois, em Clifton, Nova Jersey. Em 28 de março de 2003, voltou a derrotar The Sandman pelo SSCW Heavyweight Championship. The Sandman ganhou o título vago na mesma noite.
Eckos também fez três lutas pela Total Nonstop Action Wrestling (TNA) em seu secundário programa de televisão, o Xplosion, perdendo para Josh Daniels em 21 de maio de 2003, Norman Smiley em 6 de agosto de 2003, e para Team Canada (Eric Young e Johnny Devine) em um combate de duplas, onde ele se juntou com Damian Adams, em 4 de julho de 2004. Ele e Matt Striker derrotaram Christian York e Joey Matthews no A New Era em 21 de junho e Amish Roadkill no That's Incredible em 19 de agosto. Mais tarde nesse ano, ele e Billy Bax derrotaram Johnny e Joey Maxx peolo ECWA Tag Team CHampionship em Wilmington, Delaware, em 6 de setembro de 2003. Eles mantiveram os títulos de mais de dois anos antes de eventualmente perder para The Heavyweights (Sean Royal e Dan Eckos) em Newark, Delaware.
Perdeu o SSCW Heavyweight Championship para Damian Adams em 7 de novembro de 2003, ele também perdeu para The Blue Meanie no Raven's Rulesem 22 de novembro. Em 27 de dezembro de 2003, ele fez sua aparição na 3PW batendo em CJ O'Doyle no Su-Su-Superfly na ECW Arena.
Em 31 de janeiro de 2004, Eckos enfrentou Ken Scampi em um show na Stars & Stripes Championship Wrestling. Ele fez seu retorno a 3PW no próximo mês aparecendo em seu show de segundo aniversário na Arena ECW perdendo para Derek Wylde . Em 2 de abril, Eckos e Matt Striker enfrentaram Ken Scampi e Spyder (com Tara Charisma) em um evento para a New York Wrestling Connection. Na noite seguinte no 2004 Super 8 Tournament, ele e Bax defenderam o ECWA Tag Team Championship derrotando Striker e Ace Darling. No 3PW de O Futuro é Agora em 17 de abril, ele enfrentou seu tag team parceiro Matt Striker lutar com ele para um não-competição. Ele também derrotou Nate Mattson no tempo não é suficiente em 15 de maio de 2004.
Reunido com seus parceiros semanas mais tarde, ele e Stryker perderamu para Slyk Wagner Brown e April Hunter no Splintered em 19 de junho de 2004, e para Rockin' Rebel e Jack Victory no mês seguinte no No Limits. Ele e Stryker também enfrentaram Ken Scampi e Spyder mais duas vezes no mês de julho, incluindo uma luta 3-Way com Wayne e  Payne Tyler em 24 de julho, antes de deixar a NYWC. Uma semana mais tarde, em Wayne, New Jersey, Eckos sofreu pinfall por seu parceiro em uma luta anunciada como a "batalha dos Youngbloods" no CyberSpace Wrestling Federation's Cybercade em 28 de agosto de 2004.
Brigando com CJ O'Doyle, ele trocou vitórias com ele no Till We Meet Again em 16 de outubro de 2004, e For the Gold em 20 de novembro. Em dezembro, ele e Billy Bax também perderam para The Solution (Havok & Papadon) em uma luta sem o título em jogo pelo ECWA Tag Team Championship no show de estréia da New Millennium Wrestling. Organizado por Devon Storm, o "Headlock on Hunger"foi um show beneficente realizado na Paróquia de St. Mary, em Rutherford, Nova Jersey e contou com The Patriot, Simon Diamond, Rick Fuller, Ace Darling, Scotty Charisma, Danny Doring e Amish Roadkill.
Em 19 de fevereiro de 2005, ele fez sua última aparição para a 3PW em seu terceiro show de aniversário onde ele perdeu para CJ O'Doyle. Ele passou o ano seguinte na ECWA onde ele foi destaque em um vídeo divulgado pela promoção mais tarde naquele ano. Suas lutas incluíram uma luta individual contra Shawn Patrick, uma battle royal e uma luta 3-Way Dance entre ele, Billy Bax e Scotty Charisma prlo ECWA Heavyweight Championship.
Mais tarde nesse ano, ele apareceu no show de estréia da Piledriver Pro perdendo para Josh Daniels em 10 de setembro de 2005. Em 23 de setembro, ele venceu uma battle royal para ganhar uma chance pelo NYWC Interstate Championship contra o campeão Amazing Red, mas não foi capaz de derrotá-lo naquela noite. Ele permaneceu na NYWC pelo resto do ano, derrotando Spyder, Plazma e Disturbed Damian Dragon em uma luta 4-Way em 8 de outubro e, com a ajuda de Billy Bax, ele fez o pinfall em Mikey Whipwreck em 17 de dezembro de 2005. Durante este tempo, ele e Billy Bax também competiram no Chaotic Wrestling onde eles e Brian Milonas venceram John Walters, Luis Ortiz & Psycho em uma luta de trios.
Derrotou Mikey Whipwreck & Matt Hyson em 25 de fevereiro, ele e Bax iriam continuar fazendo aparições para a New York Wrestling Connection, bem como fazendo aparições na East Coast Wrestling Association e National Wrestling Superstars durante os próximos meses. Ele e Bax também lutaram e perderam para The Heart Throbs em uma arrecadação de fundos para beneficiar crianças em Toms River, Nova Jersey, em 3 de junho de 2006.
Em novembro, The Valedictorians derrotaram Jason Blade & Kid Mikaze e Team Supreme (Nicky Oceans & Corvis Fear). Eles também ganharam uma luta 4-Way contra Aden Chambers & Andrew Ryker, Kid Mikaze & Jason Blade e Shane Hagadorn & Pelle Primeau em 5 de dezembro de 2006.
Como participante do2007 Super 8 Tournament, ele derrotou Billy Bax na rodada de abertura antes de perder para Sonjay Dutt nas semi-finais em Newark em 10 de novembro. Mais tarde, ele perdeu para Billy Bax em uma revanche em 1 de dezembro de 2007.
Em 20 de outubro de 2012, ele ganhou o vago GLCW Heavyweight Championship depois de derrotar Armando Estrada e Mr. Anderson.

### Total Nonstop Action Wrestling

#### The Shore (2010-2011)

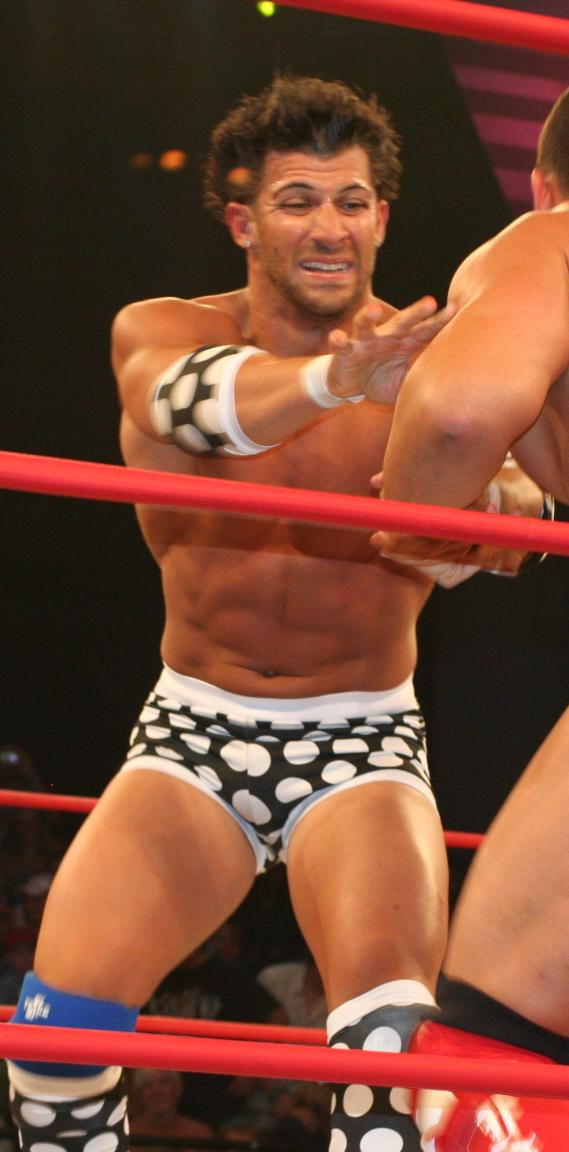
Strauss em julho de 2010.

Em 27 de julho de 2010, Strauss lutou em uma luta de testes preliminar para a Total Nonstop Action Wrestling, perdendo para  Bobby Fish.  Em 5 de agosto, foi relatado que a TNA tinha assinado um contrato com Strauss. Nas gravações de 10 de agosto do TNA Impact! Strauss lutou uma luta preliminar sob o nome de Robbie E com a personagem inspirada no programa de televisão Jersey Shore, derrotando Jeremy Buck, ao ser gerido por Cookie. Em 26 de agosto na edição do Impact!, vinhetas começaram a ser exibidas para promover a estreia de Strauss. Antes de sua estreia na televisão, Robbie E e Cookie fez uma aparição em um evento ao vivo da TNA em 24 de setembro, na Filadélfia, Pensilvânia, interrompendo Jeremy Borash e insultando a multidão, antes de Robbie ser derrotado em uma luta por
Rhino. No evento do dia seguinte em Rahway, em Nova Jersey , Robbie e Cookie interromperam Mick Foley , antes de Robbie foi novamente derrotado em uma luta contra Rhino, com Foley servindo como árbitro. Robbie e Cookie fez sua estréia na televisão em 7 de outubro na edição ao vivo do  Impact!, cortando uma promo insultando a plateia na Flórida. No domingo seguinte no Bound for Glory, Robbie atacou o Campeão da X Division Jay Lethal após a luta pelo título contra Douglas Williams, alegando que ele era uma vergonha para Nova Jersey. Robbie e Cookie ganharam atenção da mídia por meio da edição seguinte do Impact!, onde Cookie teve uma luta de gato com Jersey Shore membro do elenco do Jenni "JWoww" Farley.
Robbie fez sua estréia no ringue na semana seguinte, derrotando Amazing Red, e depois chamou o Campeão da X Division Jay Lethal. Na semana seguinte, Robbie derrotoy Lethal em uma luta sem o título em jogo em uma street fight, após interferência de Cookie, para ganhar o direito de disputar o X Division Championship.  Em 7 de novembro no Turning Point, Robbie derrotou Lethal, com a ajuda de Cookie, para ganhar o X Division Championship pela primeira vez. No mês seguinte no Final Resolution Robbie reteve o título em uma revanche por desqualificação, quando Lethal foi pego usando spray de cabelo de Cookie sobre ele. Durante a luta, Cookie foi suspenso do ringue em uma gaiola de tubarão. Em 7 de dezembro nas gravações de 16 de dezembro do Impact!, Robbie E perdeu o X Division Championship de volta para Lethal.
Na edição de 10 de fevereiro do Impact!, Robbie E entrou em um torneio para determinar um novo número desafiante para o Campeonato da X Division, agora detido por Kazarian, e derrotou Brian Kendrick e Suicide em uma luta 3-Way para avançar para as finais no Against All Odds. Robbie venceu a final no Against All Odds, depois de os seus dois concorrentes, Jeremy e Max Buck não puderam comparecer ao evento devido a viagens. Kazarian concedeu a  Robbie a sua luta pelo título logo em seguida e derrotou-o para reter o Campeonato da X Division. Na edição seguinte do Impact! Robbie reclamou da disputa do título foi apressada e foi concedido outra chance pelo Campeonato da X Division, mas perdeu por desqualificação , depois que Cookie interferiu na luta. Depois que a esposa na vida real de Kazarian, Traci Brooks voltou a TNA e ajudou o marido na perseguição a Robbie e Cookie para fora do ringue. Em 3 de março na edição do Impact! Robbie e Cookie se alinharam com o ex-membro do Jersey Shore Angelina Pivarnick, com quem se deram através de sua antipatia mútua de Jenni "JWoww" Farley, quem Pivarnick procedeu a desafiar para uma luta. Em 13 de março no Victory Road, Robbie E recebeu outra chance pelo título de Kazarian, desta vez em uma luta Ultimate X, que também incluiu Jeremy e Max Buck, mas foi novamente fracassado em sua tentativa de reconquistar o título. Em 11 de Agosto na edição do Impact Wrestling, Robbie terminou com Cookie, depois que ela inadvertidamente lhe custou a luta contra o Campeão da X Division Brian Kendrick.

#### Aliança e rivalidade com Rob Terry (2011-2013)

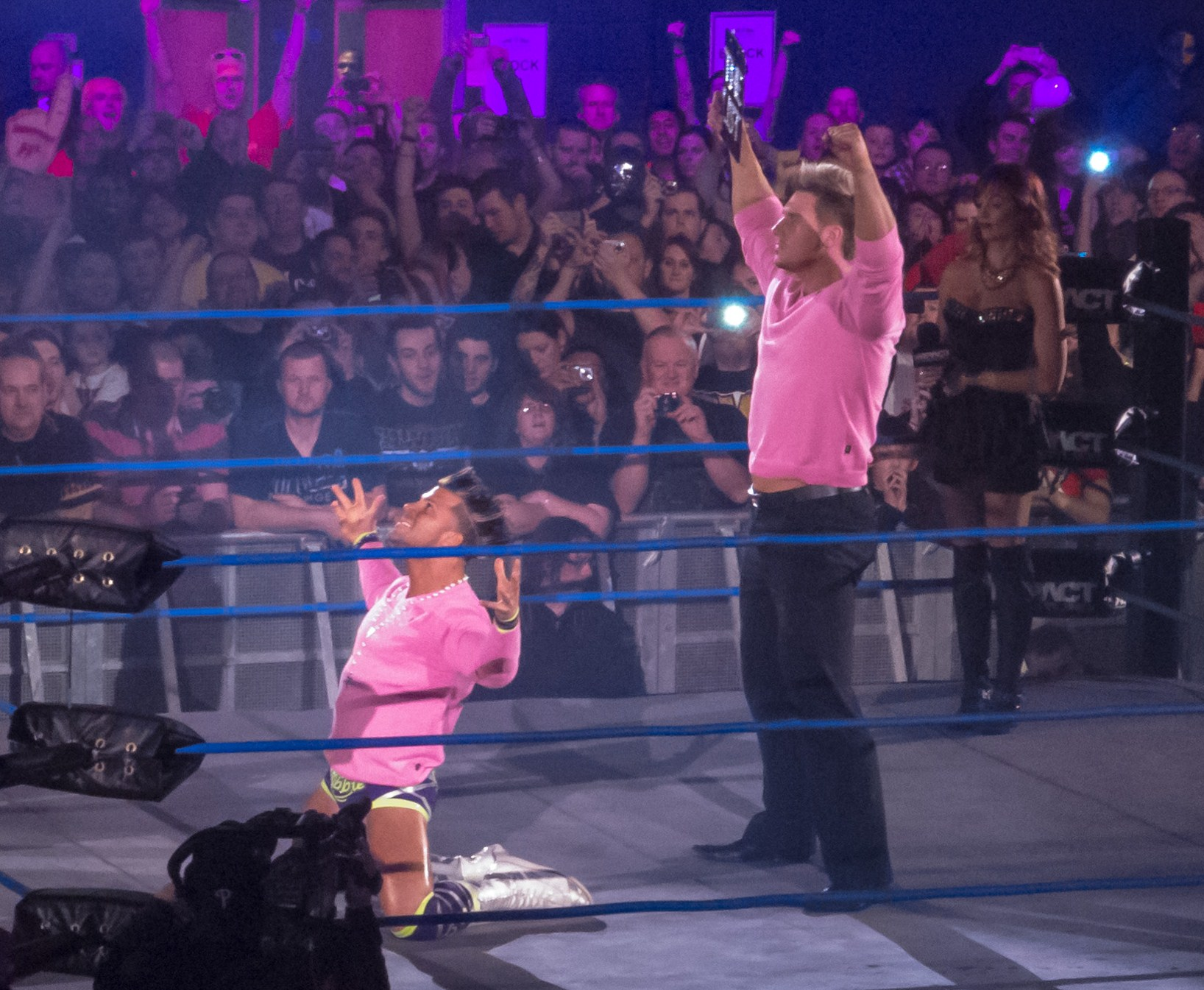
A partir de 2011, Robbie E começou uma aliança com Robbie T como seu guarda-costas.

Após a partida de Cookie da promoção, Robbie começou a procurar um novo parceiro e, no dia 25 de agosto na edição do Impact Wrestling, Robbie E fez uma oferta para Rob Terry. Em 8 de setembro na edição do Impact Wrestling, Terry atacou Eric Young depois de sua luta com Robbie E, o que significa uma nova aliança entre os dois. Depois de perder outra luta contra o Young no dia 27 de outubro na edição do Impact Wrestling, Robbie e Terry, agora apelidado de "Robbie T", mais uma vez atacou o Campeão televisivo, o que o levou a anunciar que ia trazer outro membro do elenco de Jersey Shore, Ronnie , para enfrentar os dois na semana seguinte. Depois de um confronto, o que levou a Robbie e Terry atacando Young e Ronnie, na edição de 3 de novembro do Impact Wrestling, as duas equipes se enfrentaram em uma luta de duplas na semana seguinte, onde Ronnie foi capaz de conseguir a vitória para sua equipe por fazer a contagem em Robbie. Em 13 de novembro no Turning Point, Robbie derrotou Young para ganhar o Campeonato Televisivo da TNA pela primeira vez. Ele iria defender seu título contra Devon e Rob Van Dam em 17 de novembro e 1 de dezembro nas edições do Impact Wrestling. Em 11 de dezembro no Final Resolution, Robbie defendeu com sucesso o título contra Young em uma revanche. Em 12 de fevereiro de 2012, no Against All Odds, Robbie manteve o seu título contra Shannon Moore, que respondeu a seu desafio aberto. Em 23 de fevereiro na edição do Impact Wrestling, Robbie foi derrotado por A.J. Styles por desqualificação, após interferência de Kazarian e Christopher Daniels, como resultado Robbie manteve o seu título. Em 18 de março no Victory Road, Robbie E perdeu o Campeonato Televisivo para Devon após este responder seu desafio aberto. Durante os próximos dois meses, Robbie fez três tentativas frustradas de recuperar o Campeonato Televisivo de Devon, primeiro em uma luta numa jaula de aço em 15 de abril no Lockdown, em seguida, em uma luta individual no episódio de 3 de maio do Impact Wrestling e, finalmente, em umaluta 3-Way, que também envolveu Robbie T, em 13 de maio no Sacrifice. Robbie E e Robbie T iriam continuar a sua rivalidade com Devon, atacando-o durante as lutas o seu título. No episódio do Impact Wrestling  de7 de junho, Robbie recebeu outra chance pelo Campeonato de Devon, mas foi derrotado após interferência externa de Garett Bischoff. Três dias depois, no Slammiversary, os Robbies foram derrotados em um combate de duplas por Devon e Bischoff.
No episódio seguinte do Impact Wrestling, Robbie entrou no Bound for Glory Series 2012, tomando parte na luta gauntlet de abertura, do qual ele foi eliminado por Samoa Joe. Robbie encerrou sua participação no torneio no episódio 23 de agosto do Impact Wrestling com uma vitória sobre A.J. Styles e Rob Van Dam em uma luta 3-Way, terminando na décima primeira posição entre os 12 lutadores no torneio. Sobre o episódio de 18 de outubro do Impact Wrestling, Robbie sem sucesso desafiou Samoa Joe pelo Campeonato Televisivo.
No episódio de 28 de fevereiro de 2013 do Impact Wrestling, Robbie T finalmente se voltou contra Robbie E. Percebendo que Robbie T foi a estrela que ele permitiu que ele o centro das atenções onde ele bateu-lhe na cabeça com uma placa.  A rivalidade culminou em uma luta em 10 de março no Lockdown, onde Robbie T saiu vitorioso. No episódio seguinte do Impact Wrestling, Robbie E foi novamente derrotado por Robbie T, agora usando seu verdadeiro nome Rob Terry, em uma revanche para acabar com a rivalidade.

#### The BroMans (2013–2015)
Robbie começou a se aliar com Jessie Godderz no episódio de 2 de maio do Impact Wrestling, onde se uniu com Joey Ryan em uma lutra três-contra-um contra Rob Terry, que a equipe dele perdeu depois de Robbie e Jessie abandonaram Ryan. Em 27 de junho, no episódio do Impact Wrestling, Robbie e Jessie, acompanhado por Tara, confrontaram os campeões mundiais de duplas Gunner e James Storm e apresentou-se como os The BroMans. Na semana seguinte, os The BroMans foram derrotados por Gunner e Storm em uma luta sem o título em jogo. No Bound for Glory, acompanhados pelo "Mr. Olympia" Phil Heath, os BroMans ganharam uma luta gauntlet para se tornarem nos desafiantes ao World Tag Team Championship mais tarde naquela noite, onde derrotaram James Storm e Gunner para conquistarem os títulos. Os Bromans fizeram sua primeira defesa do título em 31 de outubro no episódio do Impact Wrestling, derrotando Gunner e Storm em uma revanche. Em 22 de novembro de 2013, na edição de Ação de Graças do Impact Wrestling, os The Bromans venceram uma luta de duplas contra Dewey Barnes e Norv Fernum, que no processo foram forçados a usar os trajes peru anuais.

### World Wrestling Entertainment/WWE (2005–2006, 2019-presente)
Strauss fez uma aparição na World Wrestling Entertainment no episódio de 5 de maio de 2005 do WWE SmackDown sob o nome de ringue Rob Eckos, onde foi derrotado por Matt Morgan. Em 2 de janeiro de 2006, Eckos fez outra aparição para a WWE, quando foi atacado em uma sátira por Edge que estava fazendo uma representação falsa de Ric Flair durante o WWE Raw. No dia seguinte, Eckos apareceu na gravação do Friday Night SmackDown, onde fez equipe com Gus Harlacher e John Troske em uma luta handicap de três contra um contra Mark Henry.
Em 11 de março de 2019, foi noticiado que Robert Strauss havia assinado contrato com a WWE e se reportaria ao WWE Performance Center. Em 21 de março, ele fez sua estreia em um evento ao vivo do NXT usando seu nome real como um manager vilão, gerenciando Rinku Singh e Saurav Gurjar. Pouco depois, sua equipe de clientes cresceu com a adição de Riddick Moss. Ele passou a aparecer nos eventos ao vivo como manager da dupla The Outliers, composta por Riddick Moss e Dan Matha. Após 14 anos sem aparecer na televisão desde sua luta no SmackDown em 2006, Strauss retornou como Robert Stone, no NXT, introduzindo Chelsea Green como sua nova cliente e formando a Robert Stone Brand. No episódio de 27 de maio de 2020 do NXT, após Chelsea Green e Charlotte Flair derrotarem Rhea Ripley e Io Shirai, Green demitiu Stone. Nas semanas seguintes, Stone apareceu no NXT com roupas rasgadas e aparência desleixada, tentando — sem sucesso — recrutar Rhea Ripley como sua nova cliente. No episódio de 17 de junho do NXT, Stone recrutou oficialmente Aliyah após ajudá-la a vencer Xia Li. Ele e Aliyah iniciaram uma rivalidade com Ripley, que derrotou Aliyah no episódio de 24 de junho. Na semana seguinte, durante a Noite 1 do NXT: The Great American Bash, Stone fez sua estreia oficial em ringue, lutando ao lado de Aliyah contra Ripley em uma luta handicap. A estipulação era que, se Ripley perdesse, teria que se juntar à Robert Stone Brand, mas eles foram derrotados. No episódio de 22 de julho do NXT, Stone recrutou oficialmente Mercedes Martinez após ela atacar Shotzi Blackheart. Martinez mais tarde se juntou à facção Retribution e retornou ao NXT um ano depois. Posteriormente, seu nome foi alterado para Mr. Stone, e ele passou a ser o manager de Von Wagner ao lado de Sofia Cromwell, até 22 de julho de 2022, quando Cromwell estreou no plantel principal como Maxxine Dupri no SmackDown. Em agosto de 2023, Von Wagner virou "face" ao começar a compartilhar suas dificuldades de infância com Stone e passou a rivalizar com Bron Breakker, que havia se tornado vilão; isso acabou transformando Stone em face também. Em abril de 2024, Wagner foi dispensado da WWE, encerrando a parceria e marcando a transição de Stone para a função de produtor nos bastidores. No evento Spring Breakin' de 2024, Stone se reencontrou com Chelsea Green (sua antiga cliente na Robert Stone Brand) durante uma entrevista, sugerindo uma possível reunião entre os dois. Segundo o Fightful Select, a equipe criativa da WWE teria feito propostas para reunir Green e Stone novamente. No episódio de 21 de maio do NXT, Stone recrutou Dante Chen, que enfrentou Lexis King durante a luta. No entanto, essa storyline foi logo descartada, e ele passou a atuar como assistente da gerente geral do NXT, Ava, ao lado de Stevie Turner. Em 5 de março, Stone foi nomeado comentarista da WWE Evolve ao lado de Peter Rosenberg.

## Outras mídias
Em 10 de novembro de 2012, Strauss, juntamente com vários outros trabalhadores da TNA, foi destaque em um episódio do Made da MTV. Strauss, como Rob Eckos, também apareceu no filme de 2008 The Wrestler.

## Vida pessoal
Em 2011, Strauss se casou com sua namorada de longa data, Tara Sue Gally, mas o casal se divorciou em 2013. Após isso, ele iniciou um relacionamento com a também lutadora profissional Brooke Adams, mais conhecida como Brooke Tessmacher, com quem participou da 25ª temporada do reality show The Amazing Race. No entanto, eles terminaram o relacionamento, pois Strauss ainda tinha sentimentos por sua ex-esposa, Tara Sue Gally, com quem acabou se reconciliando. Strauss e Gally se casaram novamente em 2015. Juntos, eles têm filhos gêmeos, Carter Stone e Cash Steven, nascidos em 2016.

## No wrestling
- Movimentos de finalização
  - Como Robbie E
    - FTD - Fresh to Death (Cutter)[2][34][38]
    - Shore Thing[2] (Falling neckbreaker, com teatralidade)[39][40]

  - Como Rob Eckos
    - Stir of Eckos (Superkick)[4][5]
- Movimentos secundários
  - Russian legsweep  transferido para um clothesline[5]
- Gerentes
  - Dan Eckos[96]
  - Cookie[29]
  - Robbie T[51]
- Alcunhas
  - "You're Unbelievable" ("Você é inacreditável")[4]
  - "The Platinum Poppa"[5]
- Temas de entrada
  - "Get Your Fist Pumpin' in the Air" por Dale Oliver[97]
  - "Bro" por Dale Oliver (2013 - 2015; usado enquanto uma parte dos The BroMans)

## Títulos e prêmios
- Chaotic Wrestling

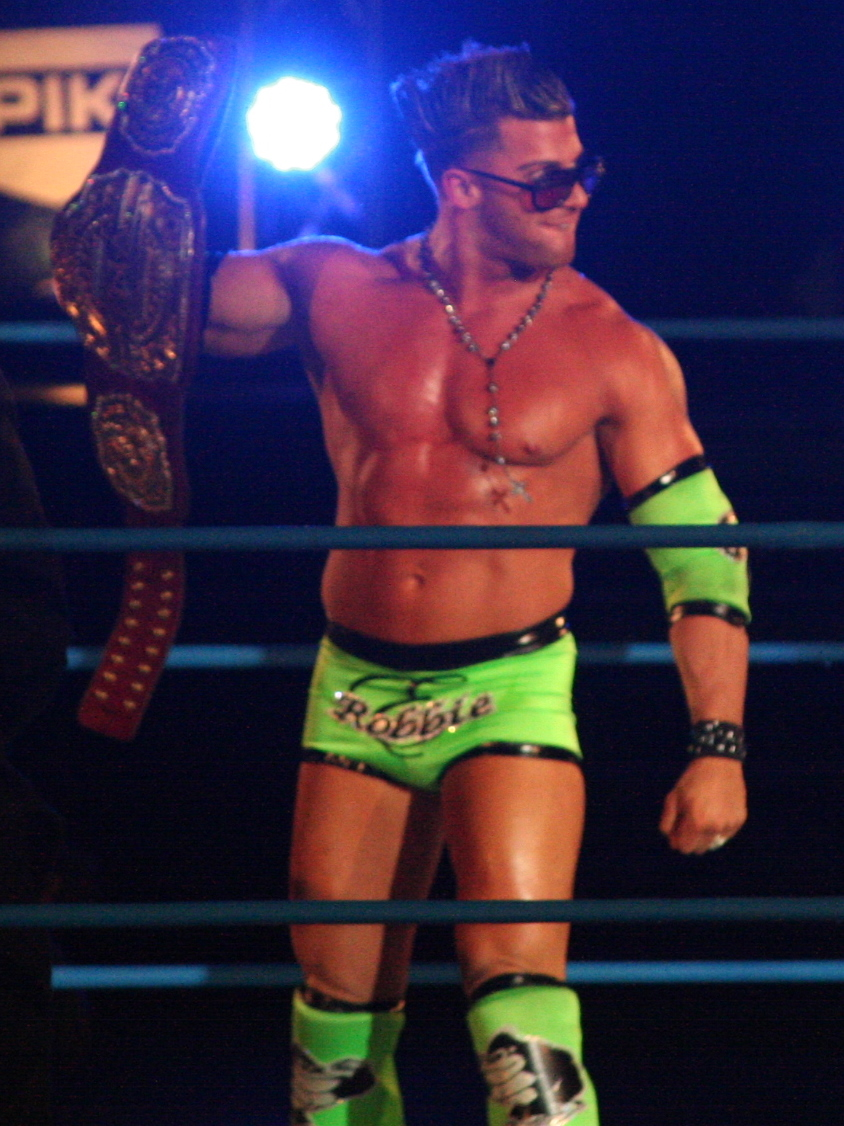
Robbie E como Campeão Televisivo da TNA em 2012.

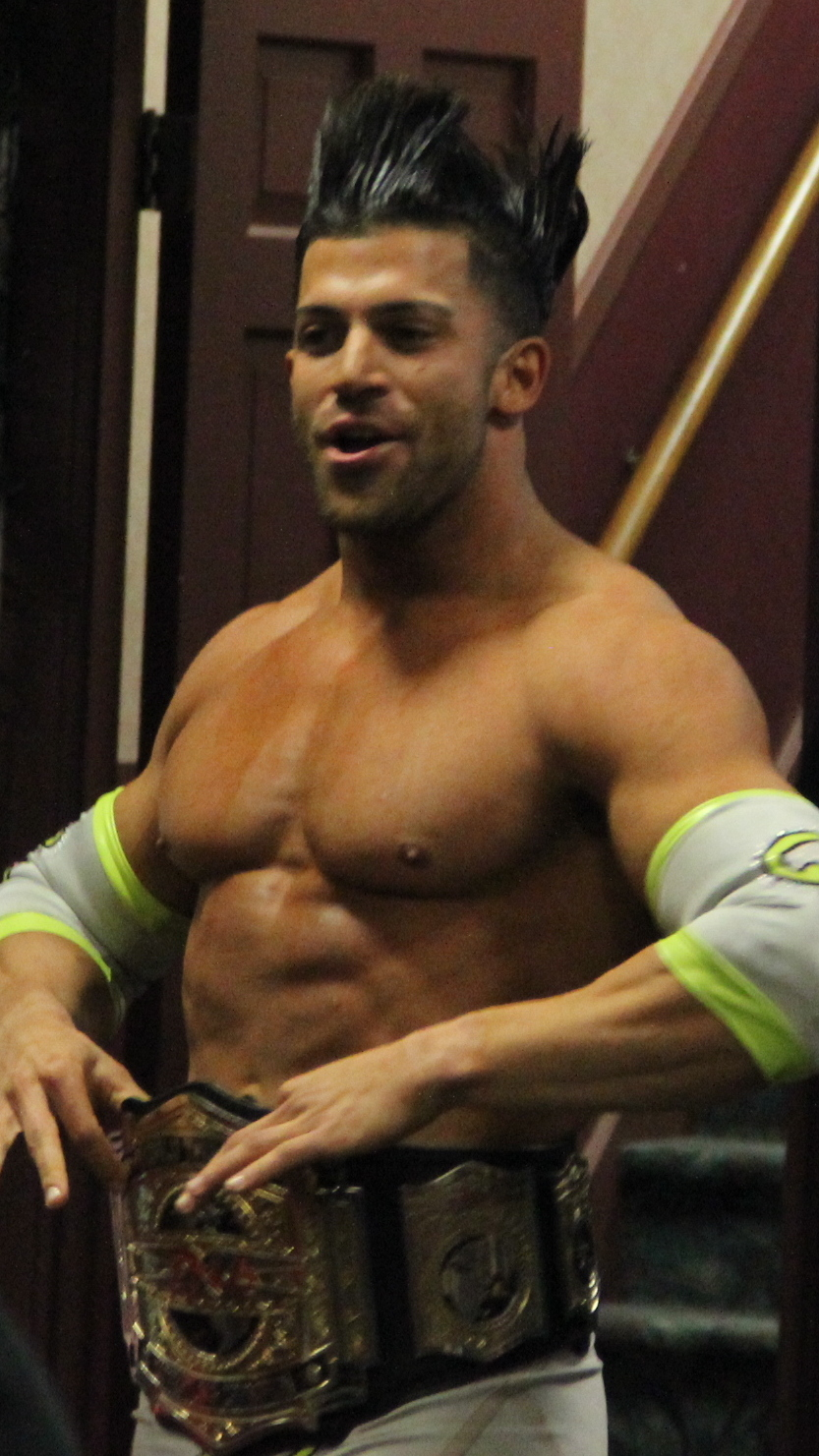
Robbie E como campeão mundial de duplas da TNA em dezembro de 2013.

  - Chaotic Wrestling Tag Team Championship (1 vez) – com Billy Bax[98]
- CyberSpace Wrestling Federation
  - CSWF Cruiserweight Championship (1 vez])[99]
- East Coast Wrestling Association
  - ECWA Mid Atlantic Championship (1 vez)
  - ECWA Tag Team Championship (2 vezes) – com Billy Bax[100][101]
  - ECWA Hall of Fame (Classe de 2006)[102]
- Great Lakes Championship Wrestling
  - GLCW Heavyweight Championship (1 vez atual)
- Hardway Wrestling
  - HW Lightweight Championship (1 vez)[100][103]
- Independent Superstars of Professional Wrestling
  - ISPW Tri State Championship (1 vez)[4]
- Jersey Championship Wrestling
  - JCW Cruiserweight Championship (1 vez)[104]
- National Championship Wrestling
  - NCW Tag Team Championship (1 vez) – com Nick Berk[100]
- New York Wrestling Connection
  - NYWC Tag Team Championship (1 vez) – com Matt Striker
  - NYWC Interstate Championship (1 vez)
- Pro Wrestling Illustrated
  - PWI classificou-o na posição #66 dos 500 melhores lutadores individuais do PWI 500 em 2012[105]
- Stars & Stripes Championship Wrestling
  - SSCW Heavyweight Championship (1 vez)[106]
  - SSCW Lightweight Championship (1 vez)[107]
- Total Nonstop Action Wrestling
  - TNA Television Championship (1 vez)[56]
  - TNA X Division Championship (1 vez)[40]
  - TNA World Tag Team Championship (2 vezes) - com Jessie Godderz
  - Turkey Bowl (2013) – com Jessie Godderz
- United Wrestling Coalition
  - UWC United States Championship (1 vez)